# Ladybank
Ladybank è una città del Fife, Scozia, Regno Unito, situata a circa 37 km a nord di Edimburgo, 8 km a sudovest di Cupar, vicino al fiume Eden.
Ladybank aveva una popolazione di 1.487 al censimento del 2001 e 1.582 abitanti secondo stime effettuate nel 2006.